# Crash Bandicoot Nitro Kart 3D
Crash Bandicoot Nitro Kart 3D es un videojuego de carreras desarrollado por Polarbit y publicado por Vivendi Games Mobile. Se lanzó para las plataformas Java, Symbian e iOS en 2008, y para el servicio N-Gage en 2009. El juego es la decimoquinta entrega de la serie de videojuegos Crash Bandicoot y se lanzó en la App Store en Europa el 9 de junio de 2008 y en Norteamérica el 9 de julio de 2008.
El juego tuvo una acogida generalmente positiva tras su lanzamiento. Los críticos elogiaron su jugabilidad atractiva y sus controles sensibles, aunque recibió críticas por carecer de funciones multijugador y por unos gráficos y diseños de pistas en ocasiones simplistas. En 2010 se lanzó una secuela, Crash Bandicoot Nitro Kart 2.

## Sistema de juego
Crash Bandicoot Nitro Kart 3D es un videojuego de carreras en el que el jugador controla karts conducidos por personajes de la serie Crash Bandicoot a lo largo de una selección de 12 pistas (ampliadas a 20 en 2009). Los karts aceleran automáticamente, lo que simplifica los controles al eliminar la necesidad de acelerar. La versión para iOS utiliza controles basados en la inclinación a través del acelerómetro con sensor de movimiento del iPhone, lo que permite a los jugadores girar el dispositivo como si fuera un volante. Las versiones Java y N-Gage ofrecen un sistema de dirección basado en botones con giros estándar a la izquierda y a la derecha, así como giros derrapados. Los jugadores pueden iniciar un derrape manteniendo pulsado un botón específico o tocando la pantalla en la versión para iOS, lo que permite tomar curvas cerradas sin perder velocidad. Las pistas están llenas de potenciadores (por ejemplo, bombas, misiles, manchas de aceite, escudos, aumentos de velocidad) que permiten a los jugadores atacar a sus oponentes u obtener ventajas. Las letras C-R-A-S-H proporcionan bonificaciones y extras si se acumulan en una sola carrera.
El juego cuenta con varios modos de carrera. El modo Carrera rápida ofrece carreras inmediatas en circuitos desbloqueados para jugar rápidamente. El modo Copa consiste en correr en varios circuitos (normalmente cuatro) en un torneo estructurado. El modo Historia añade una narrativa ligera, mezclando selecciones de vehículos, oponentes y recuentos de vueltas para variar, con objetivos como apuntar a corredores específicos. En la contrarreloj, los jugadores compiten contra sus propios mejores tiempos (representados por un fantasma) para establecer un récord personal.

## Lanzamiento
Crash Bandicoot Nitro Kart 3D, desarrollado por Polarbit, se lanzó para las plataformas Java y Symbian el 29 de abril de 2008. El lanzamiento europeo contó con el apoyo de una campaña de mercadotecnia con concursos que ofrecían premios inspirados en Australia y financió banners publicitarios con protocolo de aplicaciones inalámbricas en varios sitios web de entretenimiento móvil. Vivendi también organizó el Crash Bandicoot Grand Prix en algunas partes de Europa, donde aficionados seleccionados y figuras clave de la industria de los videojuegos tuvieron la oportunidad de competir entre sí en torneos de karts.
El juego se lanzó en la App Store el 11 de julio de 2008. El juego se lanzó posteriormente para el servicio N-Gage el 6 de enero de 2009, con pistas exclusivas incluidas. La versión para N-Gage fue uno de los últimos juegos publicados por Vivendi Games Mobile antes de su cierre en noviembre de 2008. En abril de 2009, el juego era la aplicación de pago más vendida en la App Store. En 2021, el juego ya no estaba disponible en la App Store.

## Recepción
Crash Bandicoot Nitro Kart 3D recibió críticas generalmente positivas tras su lanzamiento. Spanner Spencer de Pocket Gamer calificó la versión para iOS como un escaparate para los juegos de iPhone, compitiendo estrechamente con el juego de carreras Cro-Mag Rally, y señaló el atractivo informal de la versión N-Gage a pesar de algunos pequeños problemas de rendimiento. Levi Buchanan de IGN lo declaró el mejor juego de carreras de la App Store, destacando sus controles precisos y su amplio contenido. Steve Hannley de Hardcore Gamer lo nombró el mejor juego de carreras para iPhone, destacando su diversión similar a la de Mario Kart. Joe Rybicki de Electronic Gaming Monthly consideró que la premisa era estándar, pero se sorprendió por la calidad de los controles de movimiento. Keith Andrew de Pocket Gamer en su reseña de la versión Java, elogió su entretenido paquete inspirado en Mario Kart. Damian Chiappara de AppSpy y Chris Barylick de Macworld destacaron su diversión y accesibilidad, y Barylick añadió que el precio era razonable, aunque señaló la necesidad de actualizaciones. GamePro incluyó el juego en su lista de «9 juegos imprescindibles para iPhone».
Los controles del juego fueron muy elogiados por su capacidad de respuesta y accesibilidad. Spencer alabó el sistema de dirección con sensor de movimiento del iPhone por ser intuitivo y sensible, lo que mejora la experiencia de conducción sin obstruir la pantalla. Buchanan señaló que los controles de inclinación eran ligeramente mejores que los de competidores como Wingnuts Moto Racer, y que los derrapes requerían práctica, pero resultaban gratificantes. Hannley comparó favorablemente los controles con los controles de movimiento de la Wii, destacando su capacidad de respuesta y la ausencia de frustración. Andrew valoró la mecánica de deriva y las opciones de doble dirección de la versión Java, que añadían profundidad basada en la habilidad a pesar de la aceleración automática. Chiappara y Barylick destacaron el sencillo sistema de control, que lo hace accesible y envolvente, aunque Barylick señaló la falta de control del acelerador como un pequeño inconveniente.
Las imágenes se consideraron en general impresionantes, aunque algunos señalaron cierta crudeza ocasional o problemas de rendimiento. Spencer elogió los «magníficos» gráficos y las imágenes «fluidas» de la versión para iOS, destacando la calidad del código por haber logrado incluir imágenes de alta calidad en un archivo pequeño. Al analizar la versión para N-Gage, señaló que los gráficos caricaturescos reducían la carga visual, lo que permitía mantener la diversión del juego, aunque en ocasiones se producían problemas con la velocidad de fotogramas y aparecían píxeles irregulares. Buchanan describió el juego como visualmente impresionante, con colores vibrantes y recorridos bien diseñados, aunque en ocasiones le parecían «inquietantes» las expresiones congeladas de los personajes. Chiappara consideró que las imágenes eran buenas, pero a veces toscas, y que no aprovechaban al máximo las capacidades del iPhone. Barylick reconoció que los gráficos y la física eran buenos, pero señaló que en ocasiones se producían saltos en la velocidad de fotogramas.
El audio del juego fue elogiado constantemente por mejorar la diversión y la experiencia inmersiva. Spencer calificó la música como «genial», lo que contribuyó al acabado del juego. Buchanan describió la música como «superlativa», con «temas animados» que nunca resultaban molestos. Chiappara destacó el divertido sonido, en particular los ruidos tribales de Aku Aku. Barylick destacó «un mejor sonido» como punto fuerte.
Spencer y Chiappara lamentaron la ausencia del modo multijugador, y Spencer sugirió que podría mejorar el juego. Andrew señaló que las pistas se volvían «aburridas» tras repetidas partidas y sugirió que se incluyeran potenciadores más variados en una secuela. Barylick informó de fallos y retrasos ocasionales, especialmente con el sistema operativo iPhone OS 3.0, y señaló la falta de control del acelerador.

## Secuela
Una secuela, Crash Bandicoot Nitro Kart 2, se lanzó en la App Store en 2010, y recibió críticas positivas.